# 中华齿状毛蕨
中华齿状毛蕨（学名：Cyclosorus sinodentatus），为金星蕨科毛蕨属下的一个植物种。